# Landsberga
Landsberga är en by i nordvästra delen av Biskopskulla socken, Enköpings kommun, Uppland. 
Landsberga består av enfamiljshus samt bondgårdar och är belägen vid länsväg C 568. Norr om byn flyter Örsundaån och cirka en kilometer nordväst om byn ligger Nysätra kyrka. Gränsen till Nysätra socken går i Örsundaån. Biskopskulla kyrka ligger cirka 1 kilometer sydost om Landsberga.

## Landsberga kungsgård
Landsberga kungsgård härstammar minst från 1300-talets mitt. Den blev senare boställe för översten vid Upplands regemente. Huvudbyggnaden är reveterad/putsad timmerbyggnad. Ritningarna är gjorda av Gustaf af Sillén 1797 och byggnaden stod klar 1801. Huset är en villa av palladiansk typ, med en åttkantig rotunda i mitten som får överljus från en lanternin.  
När indelningsverket avskaffades under 1800-talets sista decennier blev Landsberga en arrendegård ägd av Kungliga Domänstyrelsen, med Henrik och Edla Sandqvist som första arrendatorer 1888. Sandqvist uppförde de flesta av de ekonomibyggnader som finns på gården idag.  
Landsberga blev byggnadsminne 1969.
Landsberga ägs idag av Statens fastighetsverk, och arrenderas av fjärde generationen av familjen Sandqvist, som bedriver lantbruk, kvarn, äggproduktion, kafé och gårdsbutik på gården. I oktober 2018 brann hönseriet ner. 2022 invigdes ett nytt hönsstall, för utegående höns.